# 小行星27095
小行星27095（27095 Girardiwanda）是一颗绕太阳运转的小行星，为主小行星带小行星。该小行星于1998年10月25日发现。

## 轨道参数
小行星27095的轨道半长轴为2.1721061 UA，离心率为0.168。